# Varta AG

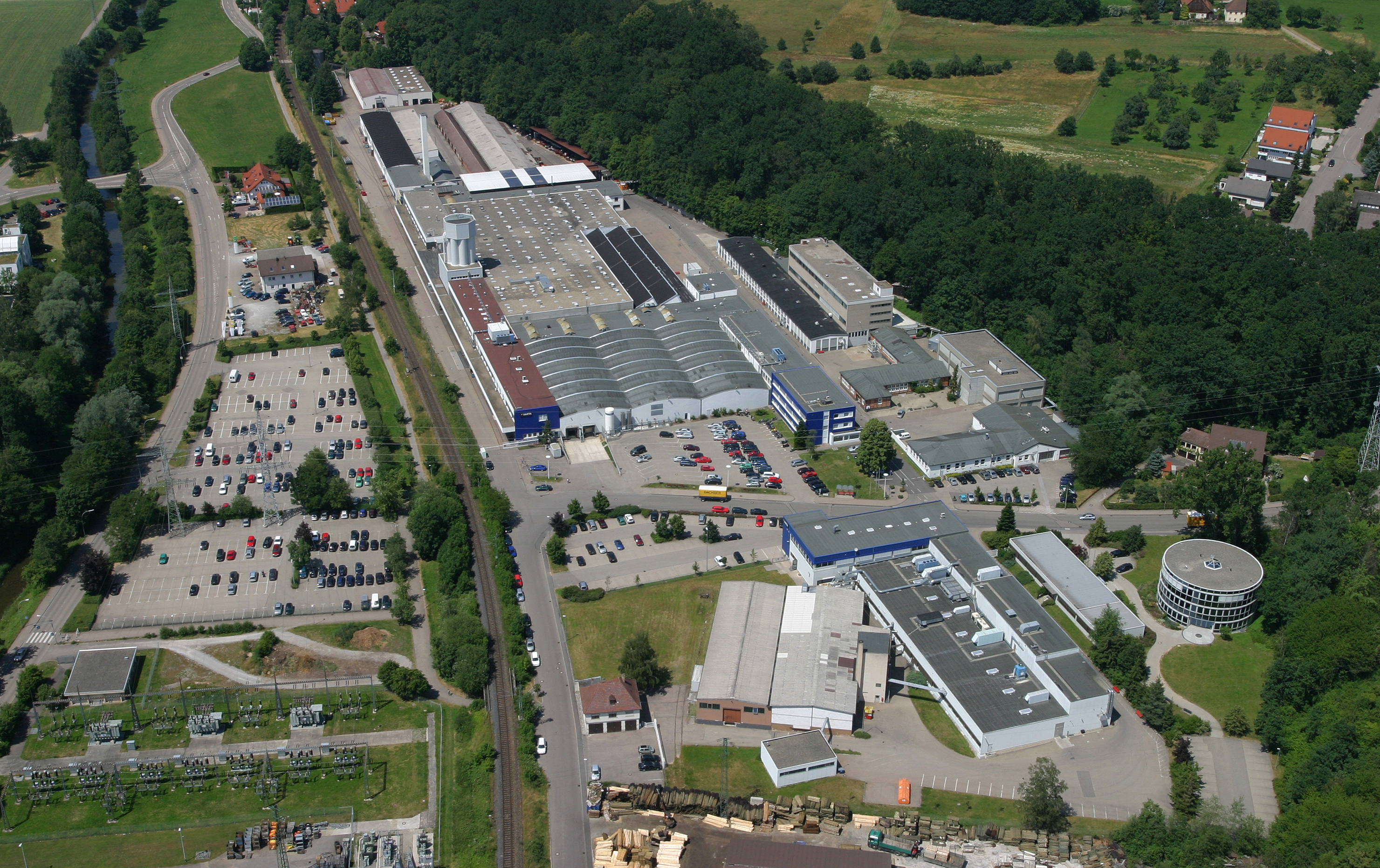
Luftansicht von Varta Microbattery in Ellwangen

Die Varta AG ist ein deutscher Batteriehersteller mit Sitz im baden-württembergischen Ellwangen.
Varta ist der Markenname für Akkumulatoren und Batterien. Der Markenname wird auch beim jährlich erscheinenden Varta Hotel- und Restaurantführer verwendet.
Die Varta AG produzierte an ihren Produktionsstandorten in Ellwangen, Nördlingen und Dischingen sowie in Brașov (Rumänien) und Batam (Indonesien) im Jahr 2022 rund 3 Mrd. Batteriezellen und war der führende Hersteller von Haushaltsbatterien in Europa.
Nach einer Restrukturierung gemäß Unternehmensstabilisierungs- und -restrukturierungsgesetz im Jahr 2024 soll das Kapital der Aktiengesellschaft zu je 32 % der MT InvestCo und einer Beteiligungsgesellschaft der Dr. Ing. h.c. F. Porsche AG sowie zu den übrigen 36 % existierenden Investoren gemeinsam gehören. Vor der Restrukturierung war der Schweizer Industriekonzern Montana Tech Components AG Mehrheitsaktionär mit 50,1 % der Aktien. Mitglied des Aufsichtsrates von Varta ist auch Sven Quandt, Sohn des ehemaligen Vorstandsvorsitzenden Herbert Quandt.

## Geschichte

### Entstehung der AFA
Ursprung der Varta AG war die Accumulatoren-Fabrik Tudor’schen Systems Büsche & Müller oHG, die am 27. Dezember 1887 im Hagener Ortsteil Wehringhausen von Adolph Müller gegründet wurde. Er hatte das große Marktpotenzial für Akkumulatoren zu dieser Zeit erkannt. Neben Paul Büsche waren mehrere Unternehmer und Bankiers aus Hagen als stille Teilhaber beteiligt. Im Jahr 1888 begann das Unternehmen mit der industriellen Fertigung von ortsfesten Bleiakkumulatoren nach der Konstruktion von Henri Owen Tudor, einem Ingenieur aus Rosport (Luxemburg). Der Kapitalanteil von Paul Büsche wurde vom Ingenieur Paul Einbeck übernommen. Daher wurde die Firma am 1. Januar 1889 in Accumulatoren-Fabrik Tudor’schen Systems Müller & Einbeck oHG geändert. Um der Konkurrenz der beiden Elektrokonzerne Siemens und AEG zu entgehen, die ebenfalls die Produktion von Bleiakkumulatoren aufgenommen hatten, strebte Adolph Müller eine Kooperation mit diesen an. Nach Abschluss der Verhandlungen wurde unter Kapitalbeteiligung der oben genannten Konzerne und unter Mitwirkung der Deutschen Bank das Unternehmen am 1. Januar 1890 in die Accumulatoren-Fabrik Aktiengesellschaft (AFA) umgewandelt. Als erstes Tochterunternehmen der AFA wurde 1890 die Generalrepräsentanz Wien mit eigener Fabrikation gegründet.
Um jedem möglichen Patentstreit aus dem Wege zu gehen, erwarb die AFA am 4. April 1890 die Lizenzrechte für Deutschland des Patents von Camille Alphonse Faure über auf die Bleiplatten aufgetragene Bleioxide. Der Besitz dieses Patentrechts ermöglichte der AFA ganz unerwartet strategische Maßnahmen größeren Ausmaßes. In den Jahren 1890 bis 1896 und darüber hinaus führte das Unternehmen gegen die zahlreichen deutschen Konkurrenten Patentverletzungsklagen, die zugunsten der AFA entschieden wurden. Somit konnte die AFA ihre Dominanz auf dem Markt weiter stärken und ihre technische Basis ausbauen.
Die AFA wurde ab 1894 an der Berliner Börse notiert. Im Jahr 1897 verlegte die AFA ihre Hauptverwaltung nach Berlin.

### Anfang des 20. Jahrhunderts

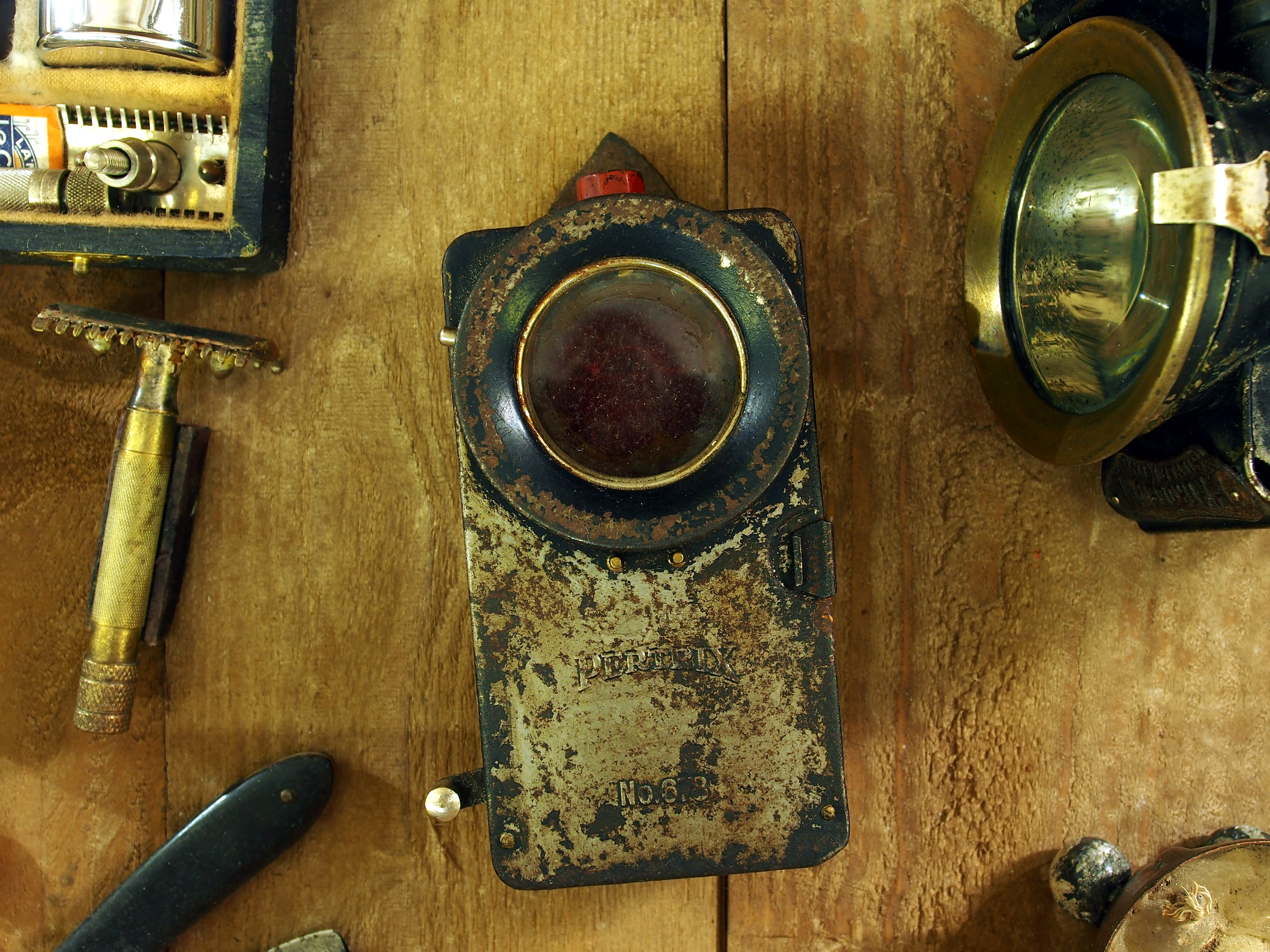
Pertrix-Taschenlampe im Musée Somme, Frankreich

1904 erwarb die AFA die Watt Accumulatoren-Werke AG, die an ihrem Standort Berlin-Oberschöneweide tragbare Akkumulatoren herstellte. Diese wurden für Taschenlampen, Telegraphen und Signalapparate verwendet. Das Werk wurde zum zweitwichtigsten Standbein des Konzerns, seine Vertriebsgesellschaft namens Varta (Vertrieb, Aufladung, Reparatur transportabler Akkumulatoren) weltbekannt. Die bei den Watt-Werken entwickelte Gitterplatte wurde Ausgangspunkt für die Entwicklung der Starterbatterie für Automobile, die ab 1920 in die Fertigung ging.
Anfang des 20. Jahrhunderts wuchs das Unternehmen schnell. 1912 erwirtschafteten etwa 4000 Beschäftigte im Deutschen Reich einen Umsatz von rund 31,4 Millionen Mark. Bis 1914 wurden im In- und Ausland zahlreiche Werke und Tochterunternehmen gegründet oder übernommen, und zwar in Österreich (1890), Schweiz (1892), Russland (1897), Ungarn (1904), Galizien (1906), Italien (1907), Böhmen (1909), Rumänien (1911) und Schweden (1914).
Bis 1904 erwarb die AFA einen Großteil des Kapitals von The Tudor Accumulator Company Limited in England. 1912 schloss sie einen sogenannten „Freundschaftsvertrag“ mit den Firmen Société de l’Accumulateur Tudor (Paris) und Société Anonyme Accumulateurs Tudor (Brüssel). Daraus ergab sich eine erhebliche Ausweitung ihres Wirkungsbereiches. Im Zuge dieser Entwicklung wurde 1924 auch das Akkumulatorenwerk für „Tudor- & Edison-Akkumulatoren“ in Hirschwang nach Liesing im Süden Wiens verlegt.
1905 entstand zusammen mit Siemens und AEG die Gesellschaft für elektrische Zugbeleuchtung, abgekürzt GEZ, mit Sitz in Berlin. 1913 wurde die Deutsche Edison-Akkumulatoren-Company DEAC, die 1905 in Berlin zur Herstellung von Stahlakkumulatoren nach Edison-Bauart gegründet worden war, übernommen. Im Stammwerk in Hagen wurden zu dieser Zeit hauptsächlich große ortsfeste Blei-Akkumulatoren produziert. Bereits 1904 wurde die erste U-Boot-Batterie geliefert. Während des Ersten Weltkrieges wurde die Produktion zunehmend auf die Bedürfnisse des Militärs umgestellt. Beispielsweise war das Werk in Hagen der einzige Produzent von U-Boot-Batterien im Deutschen Reich. Daher plante die britische Admiralität bereits im Ersten Weltkrieg Luftangriffe auf das AFA-Werk in Hagen.
Nach der Niederlage Deutschlands am Ende des Ersten Weltkrieges verlor die AFA ihre Tochtergesellschaften in England, Russland, Rumänien und Galizien. Dank qualitativ hochwertiger Produkte konnte sie jedoch bald ihre Geschäftstätigkeit im zivilen Bereich wieder aufnehmen.

### Übernahme durch die Industriellenfamilie Quandt

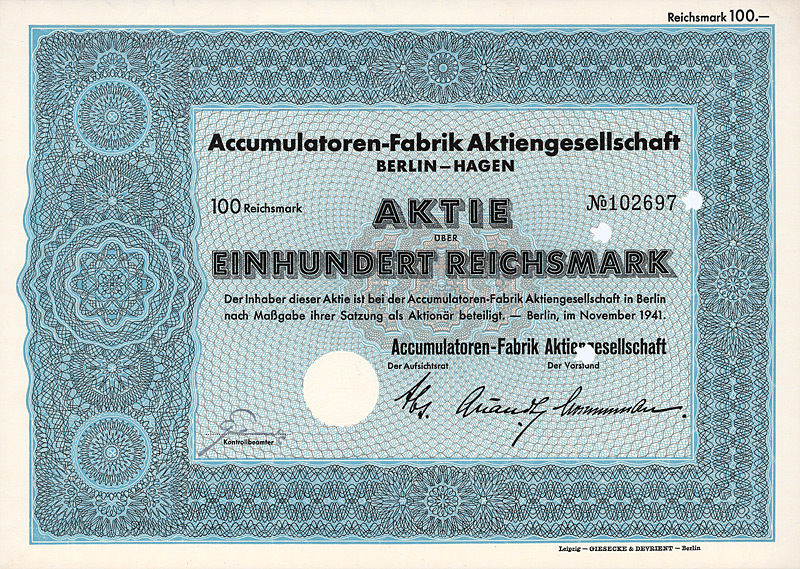
Aktie der Accumulatoren-Fabrik AG über 100 Reichsmark vom November 1941

Ab 1922 nutzte der Industrielle Günther Quandt die momentanen wirtschaftlichen Fluktuationen, um systematisch Anteile an der AFA zu erwerben. Die Geschäftsleitung der AFA konnte sich nicht gegen diese Aktionen wehren, die als feindliche Übernahme empfunden wurden. Nach dem Erwerb der Aktienmehrheit wurde Quandt am 13. Juni 1923 Aufsichtsratsvorsitzender der AFA und 1938 Vorstandsvorsitzender. Bis zum Ausbruch des Zweiten Weltkrieges wurde die AFA zu einem bedeutenden Teil der wirtschaftlichen Aktivitäten und Industriebeteiligungen der Familie Quandt.

### Weitere Diversifizierung zwischen den beiden Weltkriegen
1926 erwarb die AFA die 1922 in Hamburg gegründete Pertrix Chemische Fabrik Aktiengesellschaft. Im neuen Pertrix-Werk in Berlin-Niederschöneweide entstanden Trockenbatterien und Taschenlampen. Unter den Produkten dieses Werkes sind insbesondere die Anodenbatterien für Rundfunkempfänger zu erwähnen. 1927 übernahm die AFA die 1921 gegründete Grubenlampenfabrik Dominit-Werke GmbH aus Dortmund. 1939 änderte sich die Gesellschaftsform der Pertrix und Dominit-Werke, die Aktiengesellschaften wurden zu Gesellschaften mit beschränkter Haftung (GmbH). Beide Unternehmen blieben aber Tochterunternehmen der AFA.

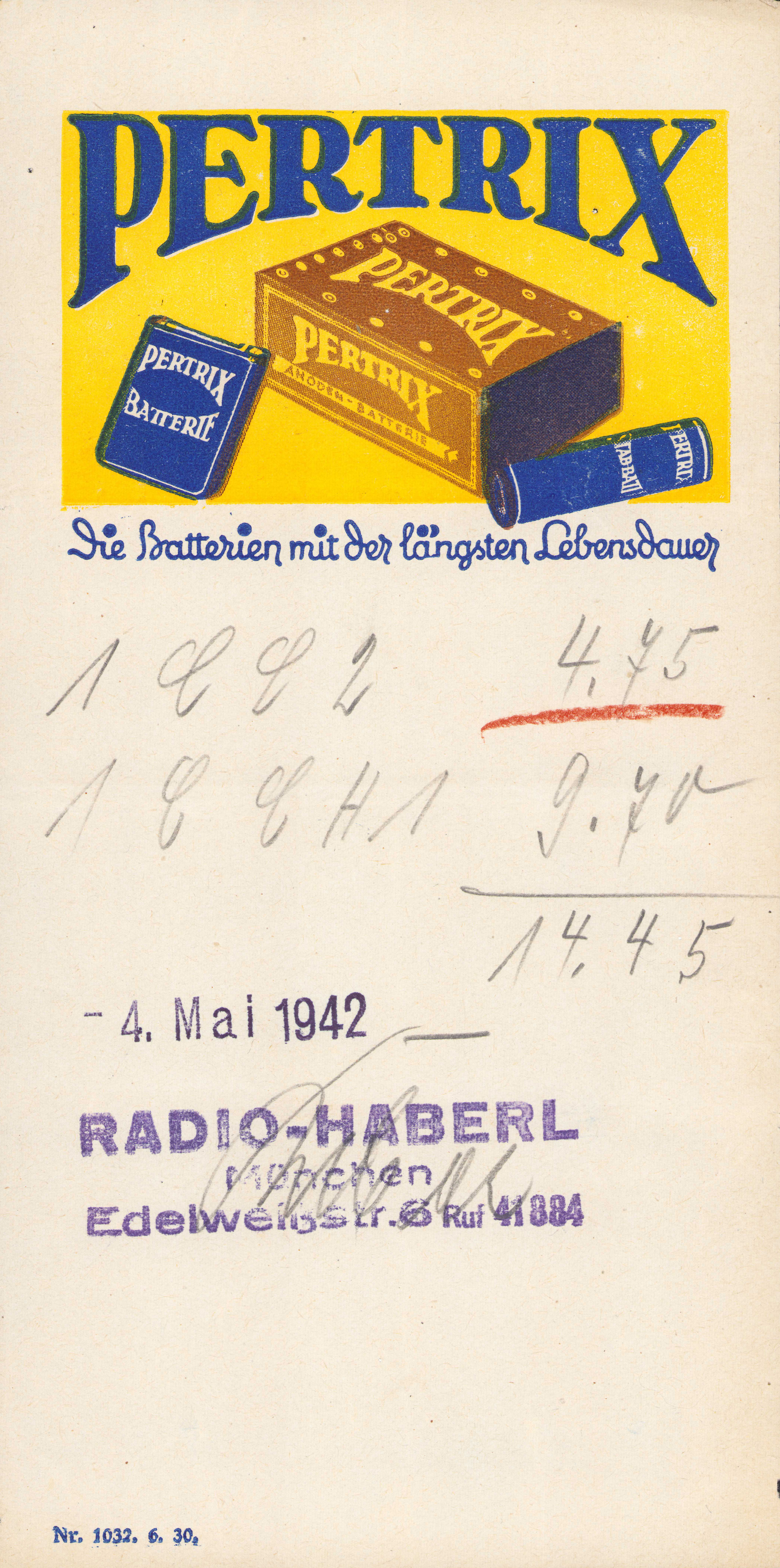
Pertrix-Werbung auf Rechnungszettel 1942. Die Zeichen CC2 und CCH1 bezeichnen Elektronenröhren.

In Hannover-Stöcken errichtete die AFA von 1936 bis 1938 ein neues Werk, das ausschließlich für die Kriegsmarine Akkumulatoren für U-Boote und Torpedos herstellte.

### Die AFA in der Zeit des Nationalsozialismus

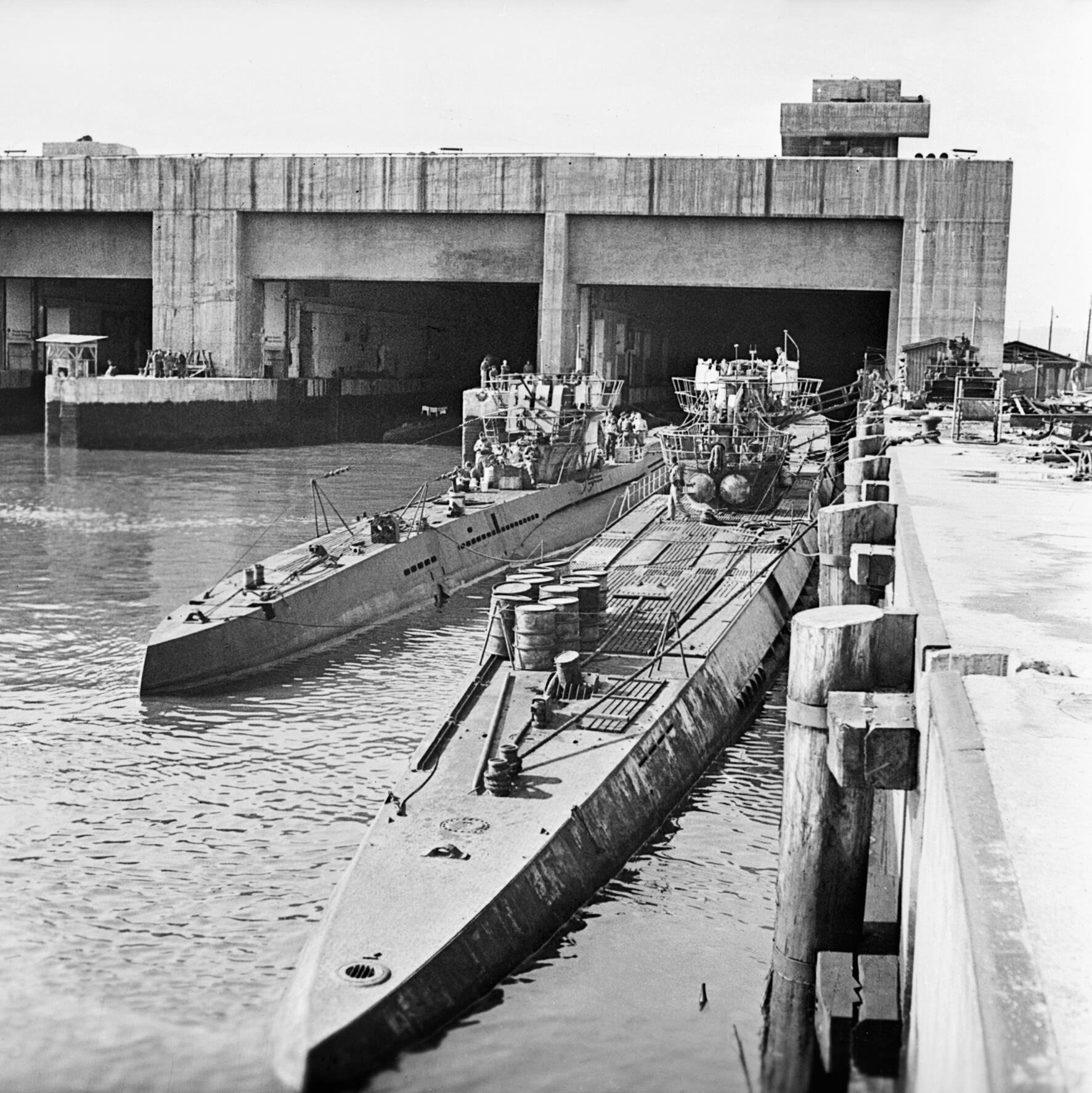
Viele U-Boote der Kriegsmarine im Zweiten Weltkrieg waren mit Akkus aus dem AFA-Werk Hannover-Stöcken ausgerüstet

Günther Quandt gehörte zur Elite der deutschen Wirtschaft, die die Rüstungspolitik Hitlers bejahte und aktiv unterstützte. Er sympathisierte ab 1931 mit der NSDAP, auch durch die Vermittlung von Goebbels, der seine Ex-Frau Magda Behrend geheiratet hatte. 1937 wurde Quandt zum Wehrwirtschaftsführer ernannt.
Die AFA war Hauptlieferant von Antriebsbatterien für U-Boote, vorwiegend der Typen VII, IX und XXI, Torpedos (G 7e/G 7es), sowie Bordbatterien der Fernrakete V2.
1943 gründete Quandt einen Fertigungsstandort größeren Ausmaßes in Posen. Dieses Werk zeichnete sich durch seine überaus rationale Raumaufteilung aus, wodurch der Aufwand an Transportvorgängen auf ein striktes Minimum reduziert wurde.
In den Betrieben der AFA in Hagen, Hannover-Stöcken, Posen und Wien wurden während des Zweiten Weltkrieges neben ausländischen Zwangsarbeitern und Kriegsgefangenen auch KZ-Häftlinge zur Sicherung der „kriegswichtigen Produktion“ eingesetzt. Hunderte von inhaftierten Frauen verrichteten im Pertrix-Werk von Niederschöneweide Zwangsarbeit. Die Betriebe der AFA gehörten zu den wenigen Orten, wo Häftlinge von Konzentrationslagern in Kontakt mit der Zivilbevölkerung kamen. Die für das Personal gültigen Sicherheits- und Hygienevorschriften wurden allerdings bei den Häftlingen nicht angewandt. Sie waren u. a. Gefahren durch die Handhabung mit giftigem Blei ausgesetzt, unterernährt und erschöpft.
In Hannover gehörten die Häftlinge zum Außenlager KZ Stöcken (Akkumulatorenwerke) des KZ Neuengamme. Das Lager bestand zwischen Juli 1943 und April 1945 direkt neben dem Werksgelände der Akkumulatorenfabrik. Rund 400 der durchschnittlich 1.500 Häftlinge starben an den schlechten Lebens- und Arbeitsbedingungen sowie einem Todesmarsch zum KZ Bergen-Belsen im April 1945. Etwa 600 marschunfähige Häftlinge wurden nach Gardelegen transportiert, wo sie in der Isenschnibber Feldscheune ermordet wurden.

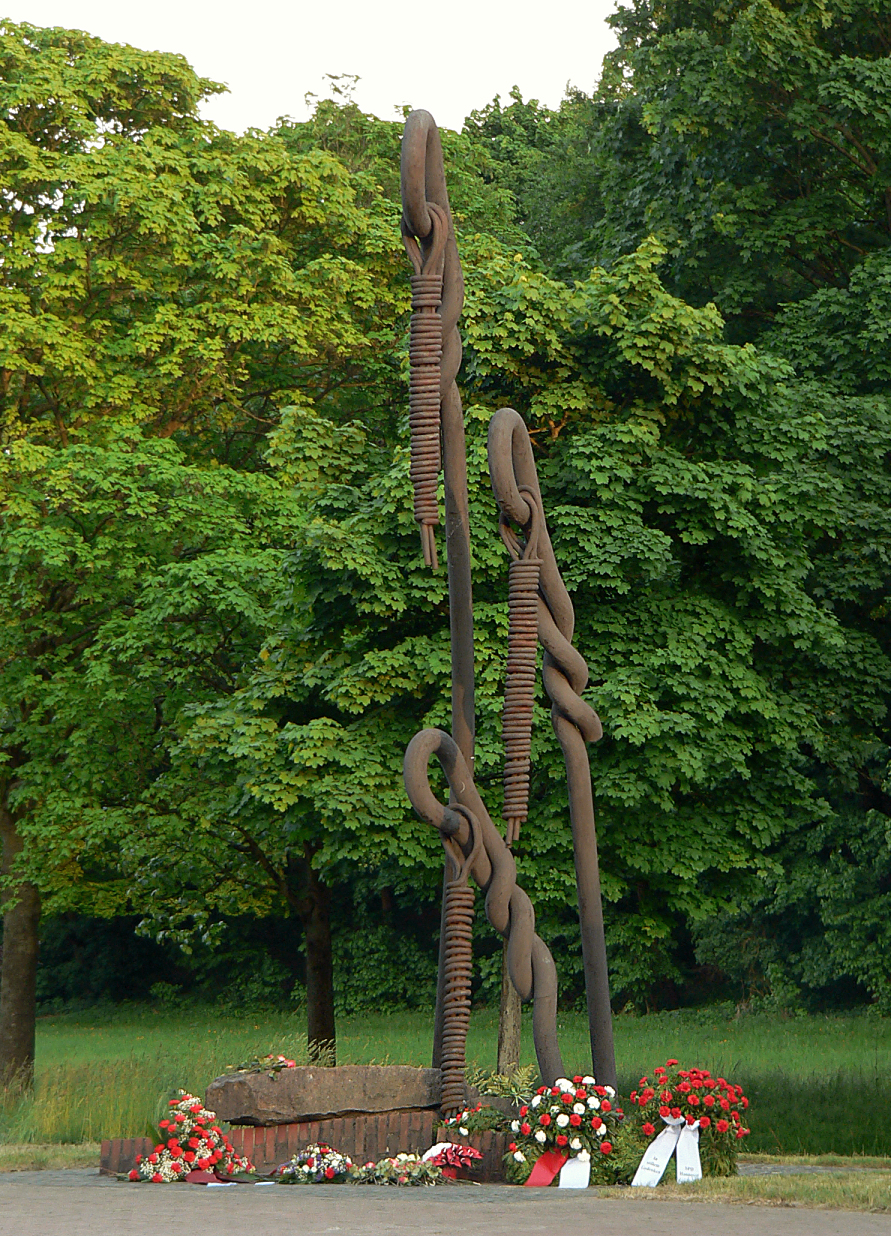
Mahnmal für die Zwangsarbeiter der Akkumulatorenfabrik

Zur Erinnerung wurde 1987 in Hannover-Stöcken nahe dem ehemaligen Lager ein Mahnmal mit Skulptur und Gedenktafeln aufgestellt. Es ist den west- und osteuropäischen Häftlingen gewidmet, die unter unmenschlichen Bedingungen zur Kriegsproduktion gezwungen wurden. Unter Einflussnahme des damaligen Hauptanteilseigners, der Familie Quandt, weigerte sich die Varta AG, das Mahnmal auf dem Firmengrundstück aufstellen zu lassen.
Günther Quandt war bestrebt, auch das Tudor-Werk in Florival bei Wavre in sein Industrie-Imperium einzuverleiben. Dieses Werk stand unter der Leitung von Léon Laval, dem Schwiegersohn von Henri Tudor. Im Jahre 1942 beanspruchte Quandt die Dienste der Gestapo, um Laval zu einer Verhandlung über eine Anteilnahme der AFA zu zwingen. Laval war unnachgiebig. Er wurde sogleich in Luxemburg und später bis Kriegsende in Deutschland inhaftiert. Das Werk Florival blieb der AFA jedoch vorenthalten.
Gegen Kriegsende erlitt das Stammwerk in Hagen durch alliierte Luftangriffe starke Beschädigungen.

### Nachkriegszeit
Nach dem Zweiten Weltkrieg wurden die Werke in Berlin enteignet, sie lagen im sowjetischen Sektor der Stadt. Trotz Bombenschäden und Demontage wurden in Berlin-Oberschöneweide ab 1946 von der neugegründeten VEB Berliner Akkumulatoren- und Elementefabrik (BAE) wieder Batterien für Gabelstapler und Schienenfahrzeuge produziert. Das ehemalige Pertrix-Werk in Berlin-Niederschöneweide produzierte unter dem Namen Batropa bis 1999 Taschenlampen und Batterien. Im Jahr 1946 nahm die AFA unter der Firmenbezeichnung BMF – Batterie- und Metallwarenfabrik die Herstellung von Trockenbatterien in Ellwangen auf. Dazu wurden in einer ehemaligen Propeller-Nabenfabrik die Fertigungen aus Hannover und Ullersricht zusammengelegt. Aus den Unternehmen BMF und der Pertrix-Werke entstand 1949 die Pertrix-Union in Ellwangen. In der Folgezeit wurde die Produktion von Zink-Kohle-Batterien in Ellwangen nach und nach ausgebaut – mit Zellen in den Baugrößen Mono und Baby begann in den 1950er-Jahren die Massenfertigung.

### Umbenennung der AFA in Varta und Verlegung des Hauptsitzes
Da sich in den Jahrzehnten nach dem Zweiten Weltkrieg der Name VARTA als Marken- und Qualitätsbegriff immer weiter durchsetzte, beschloss die Hauptversammlung des Konzerns im Jahr 1962 die AFA in Varta Aktiengesellschaft umzubenennen. Im Jahr 1965 verlegte Varta den Sitz von Hagen nach Frankfurt am Main und 1969 schließlich nach Hannover. Seit 1956 lieferte Varta wieder U-Boot-Batterien an die damalige Bundesmarine und für den Export. Das Geschäft mit U-Boot-Batterien ist das gewinnträchtigste und wird – als einer der wenigen ursprünglichen Fertigungsbereiche – von Hawker (dem Nachfolger der Varta AG) im Stammwerk Hagen fortgeführt.
1977 wurde die alte Varta AG aufgeteilt in die Varta AG für Batterien und Kunststoffe, CEAG für Elektronik und die Altana für Pharmazieprodukte.
Jahrzehntelang war das Unternehmen in verschiedenen Bereichen der Batterieherstellung tätig. Im In- und Ausland produzierte Varta Industrie- und Fahrzeugbatterien, Rund- und Knopfzellen. Im Jahr 1993 machte die Varta AG erstmals in ihrer Geschichte keinen Gewinn. Durch weltweiten Wettbewerb und Kostendruck, sowie infolge von verkrusteten Strukturen sei Varta „in vielerlei Hinsicht ein typischer Fall für eine deutsche Firma in der Mitte der neunziger Jahre“, urteilte die Financial Times. In der Folge begann ein tief greifender Umbau des Konzerns. 1995 wurde der Unternehmensbereich Industriebatterien und damit das historische Kerngeschäft an den britischen Mischkonzern BTR (British Tyre & Rubber Company) verkauft. Zu etwa derselben Zeit wurde das Autobatterie-Geschäft in ein Joint Venture mit der Robert Bosch GmbH eingebracht. 1998 wurden im Zuge einer Umstrukturierung die gesamten Gerätebatterieaktivitäten in der neuen Varta Gerätebatterie GmbH zusammengefasst und Varta-Plastic verkauft. Damit wurde die Konzentration auf die Unternehmensbereiche Geräte- und Autobatterien abgeschlossen und die Varta AG zur reinen Konzernholding. 1999 wurde die Fertigung von Zink-Kohle-Batterien in Ellwangen eingestellt.

### Zerschlagung des Konzerns
Zum Ende des Jahres 2000 wurden 92 % der Aktien gegen knapp 300 Millionen Euro von einer Tochtergesellschaft der Deutschen Bank namens DB Investor übernommen und an die Gopla GmbH weitergereicht, an der die Deutsche Bank zu 39 % und die beiden früheren Hauptaktionäre aus der Familie Quandt zu 25,1 % beteiligt waren.
2001 wurde der Geschäftsbereich Microbatterien ausgegliedert, die entstandene Varta Microbattery wurde eine Tochtergesellschaft der Varta AG in Hannover.
Im Sommer 2002 wurden die beiden größten Arbeitsbereiche von Varta verkauft. Zuerst wurde die Mehrheitsbeteiligung im Bereich der Gerätebatterien an den Batteriehersteller Rayovac abgegeben. Eine Woche später kaufte der Kooperationspartner Johnson Controls für 312,5 Millionen Euro die 80 % von Varta gehaltenen Anteile an der VB Autobatterie GmbH mit der Robert Bosch GmbH und damit den größten Bereich. Varta blieben 1.700 Beschäftigte und rund 130 Millionen Euro Umsatz im Bereich der Mikrobatterien.
2004 wurde die Beteiligung an Microlite, einem brasilianischen Gerätebatteriehersteller, an Rayovac verkauft. Im Juli 2005 kündigte Spectrum Brands, wie sich Rayovac nun nannte, das Joint Venture mit Varta und übernahm den Geschäftsbereich Handelsbatterien komplett. Somit blieb nur der Bereich Microbatterien bei Varta. Dieser wurde im Februar 2007 für einen vorläufigen Kaufpreis von etwa 30 Millionen Euro an die österreichische VEG Beteiligungsgesellschaft und Buy-Out Beteiligungs-Invest, die beide zur Global Equity Partners Gruppe gehören, und schließlich Ende 2007 an die Montana Tech Components verkauft, die ebenfalls eine Beteiligung der Global Equity Partners Gruppe darstellt.
Mit dem Verkauf aller operativen Geschäftsbereiche verabschiedete sich Varta nach über 100 Jahren ganz aus dem Batteriegeschäft. Varta mit Sitz in Hannover bestand weiter und beschäftigte sich mit der Verwaltung eigenen Vermögens sowie der Verwertung und Abwicklung von Vermögensgegenständen, Verträgen, Verbindlichkeiten und Beteiligungen der Gesellschaft und ihrer Tochtergesellschaften. Unter dem Dach von Varta befanden sich die Varta-Unterstützungskasse sowie die Immobiliengesellschaft Pertrix.
Der Produktionsstandort in Hannover gehört seit 2019 zu Clarios Hannover. Die Clarios VARTA Hannover GmbH produziert Blei-Säure-Autobatterien für PKWs und LKWs.
Die Volkswagen AG und Varta Microbattery gründeten 2009 eine Forschungskooperation, um die Entwicklung von Lithium-Ionen-Akkumulatoren für Elektro-Autos voranzutreiben. Das dazu gegründete Unternehmen trägt heute den Namen VW-VM Forschungsgesellschaft mbH & Co. KG.

### Neuer Anfang und Neugliederung des Konzerns
Die Varta AG wurde im August 2011 vom selben Unternehmenskonsortium aufgekauft, das auch Varta Microbattery übernommen hatte. Nach der Übernahme brachte Montana Tech Components ihre bis dahin direkt gehaltenen Tochtergesellschaften Varta Microbattery GmbH und Varta Storage GmbH in die Varta AG ein.
Im November 2016 kündigte die Konzernleitung einen erneuten Börsengang an, der jedoch am 29. November 2016 kurzfristig abgesagt wurde. Am 19. Oktober 2017 erfolgte schließlich der Börsengang im regulierten Markt (Prime Standard). Bei einem Emissionspreis von 17,50 Euro wurde der Konzern mit 668,5 Mio. Euro bewertet. Gelistet ist die Varta AG in den Aktienindizes German Entrepreneurial Index, DAX International Mid100 und war seit dem 23. Dezember 2019 auch im MDAX bis zum 19. Dezember 2022, als sie in den SDAX abstieg.
Im Mai 2019 gab die Varta AG bekannt, den Bereich der Handelsbatterien (Haushaltsbatterien) und Ladegeräte wieder zu übernehmen, da Energizer das europäische Geschäft unter der Marke Varta auf Anordnung der EU-Kartellbehörden abgeben musste. Im Kauf sind die weltweiten Namensrechte der Marke VARTA für Handelsbatterien und Ladegeräte enthalten, sowie das operative Geschäft in der Region EMEA. Die ehemaligen Niederlassungen außerhalb der Region bleiben bei Energizer. Energizer wird für Asien und Amerika weiterhin die Marke VARTA über einen Lizenzvertrag nutzen. Am 2. Januar 2020 gab die Varta AG bekannt, dass der Erwerb des VARTA Consumer Batteries-Geschäfts von Energizer erfolgreich abgeschlossen wurde.

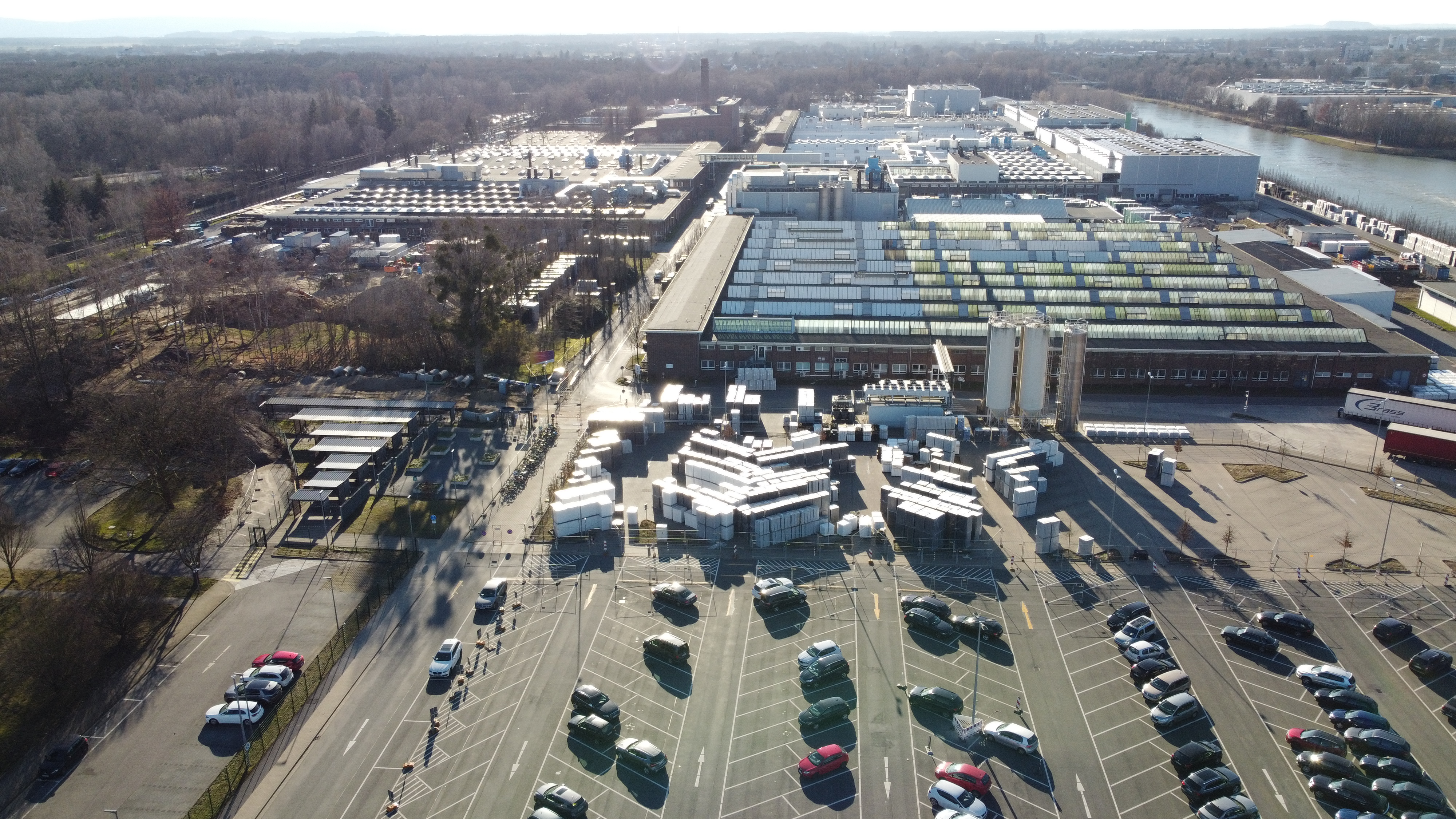
Das Clarios-Werksgelände in Hannover-Marienwerder, ehemals VARTA

Durch Umstrukturierung der Varta-Beteiligungen in den 2010er Jahren ist die Varta AG heute wieder die Holding-Gesellschaft der gesamten Varta-Gruppe. Der Konzern gliedert sich seitdem in die VARTA Microbattery GmbH, die VARTA Storage GmbH sowie seit 2020 die VARTA Consumer Batteries GmbH & Co. KGaA als operative Einheiten und in die VW-VM Forschungsgesellschaft mbH & Co. KG als Kooperation mit der Volkswagen AG. Die Sparte Varta Autobatterien wird weiterhin von der Clarios Germany GmbH & Co KgaA geführt, die 2019 von Johnson Controls Power Solutions abgespalten wurde. Die weltweit operierende Clarios-Gruppe ist Teil der Industry-Sparte der kanadischen Holdinggesellschaft Brookfield Business Partners.
Varta treibt die Weiterentwicklung der Lithium-Ionen Technologie mithilfe von IPCEI-Fördergeld voran. Das Bundesministerium für Wirtschaft und Energie sowie die Länder Baden-Württemberg und Bayern unterstützen mit rund 300 Millionen Euro finanziell die Entwicklung einer neuen Generation kleinformatiger Lithium-Ionen Zellen mit hohen Energiedichten sowie die Übertragung der Lithium-Ionen-Technologie auf größere Formate zur Nutzung in Energiespeichern, Robotern oder im Bereich der Mobilität. Die besonders schnellladefähigen Zellen des Formats 21700 für Autos sind recyclebar, die Pilotanlage im bayerischen Nördlingen ging Ende Juni 2021 in Betrieb.
Von 2016 an war Herbert Schein Vorstandsvorsitzender der Varta AG, bis er im September 2022 nach einer Gewinnwarnung von seinem Posten zurücktrat. Er sollte jedoch bis Ende des Jahres 2022 im Vorstand bleiben und künftig die Sparte E-Mobility und Batterypacks in einer eigenen Varta-Gesellschaft unter dem Namen V4Drive vorantreiben. Den Posten des Varta-Vorstandssprechers übernahm Markus Hackstein.
In der Nacht zum 12. Februar 2024 wurde die Varta AG Opfer einer Cyberattacke, die zu einem wochenlangen Produktionsausfall an den Standorten Ellwangen, Nördlingen, Dischingen, Brașov (Rumänien) und Batam (Indonesien) führte. Die Auswirkungen der Cyberattacke sowie die erfolglosen Restrukturierungsmaßnahmen führten zu einer Verschlechterung der finanziellen Lage, weshalb die Varta AG am 21. Juli 2024 mitteilte, die Einleitung eines Restrukturierungs-Verfahrens gemäß Unternehmensstabilisierungs- und -restrukturierungsgesetz (StaRUG) beim Amtsgericht Stuttgart beantragen zu wollen. Gemäß Restrukturierungsplan erfolgt ein Kapitalschnitt, bei dem das Grundkapital der Varta AG auf Null gesetzt wird, so dass auch die bis dahin in Streubesitz befindlichen Varta-Aktien ihren Wert verlieren. Auf den Kapitalschnitt folgend wollen die MT InvestCo sowie eine Beteiligungsgesellschaft der Dr. Ing. h.c. F. Porsche AG als neuer Investor Mittel für eine Kapitalerhöhung einbringen. Große Gläubiger übertragen gemeinschaftlich ein vorrangig besichertes Darlehen an die Varta AG.
Die bilanzielle Restrukturierung und das StaRUG-Verfahren wurden im März 2025 abgeschlossen.

## Produkte (Auswahl)

Batterien und andere Produkte von Varta
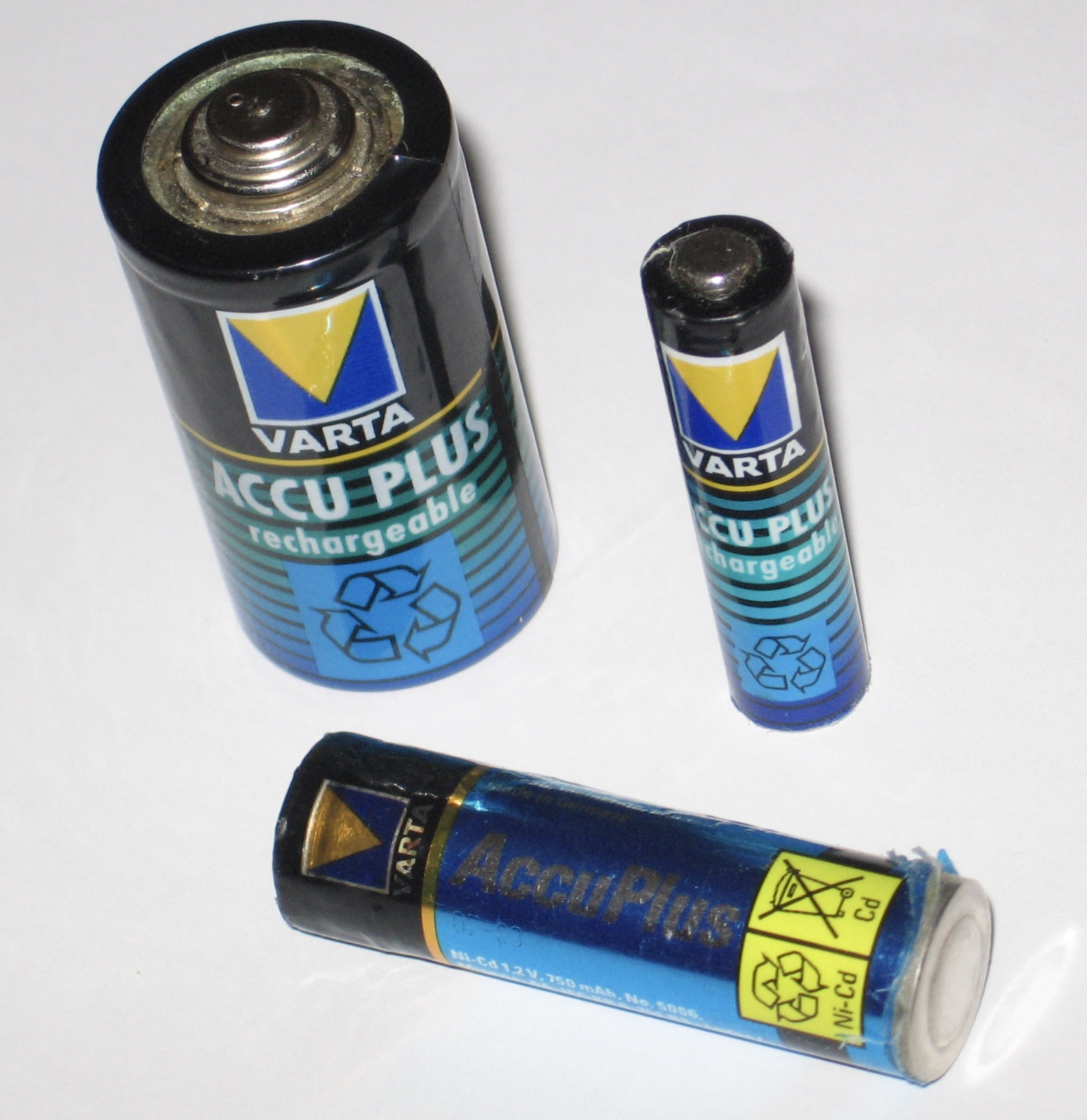
Akkumulatoren
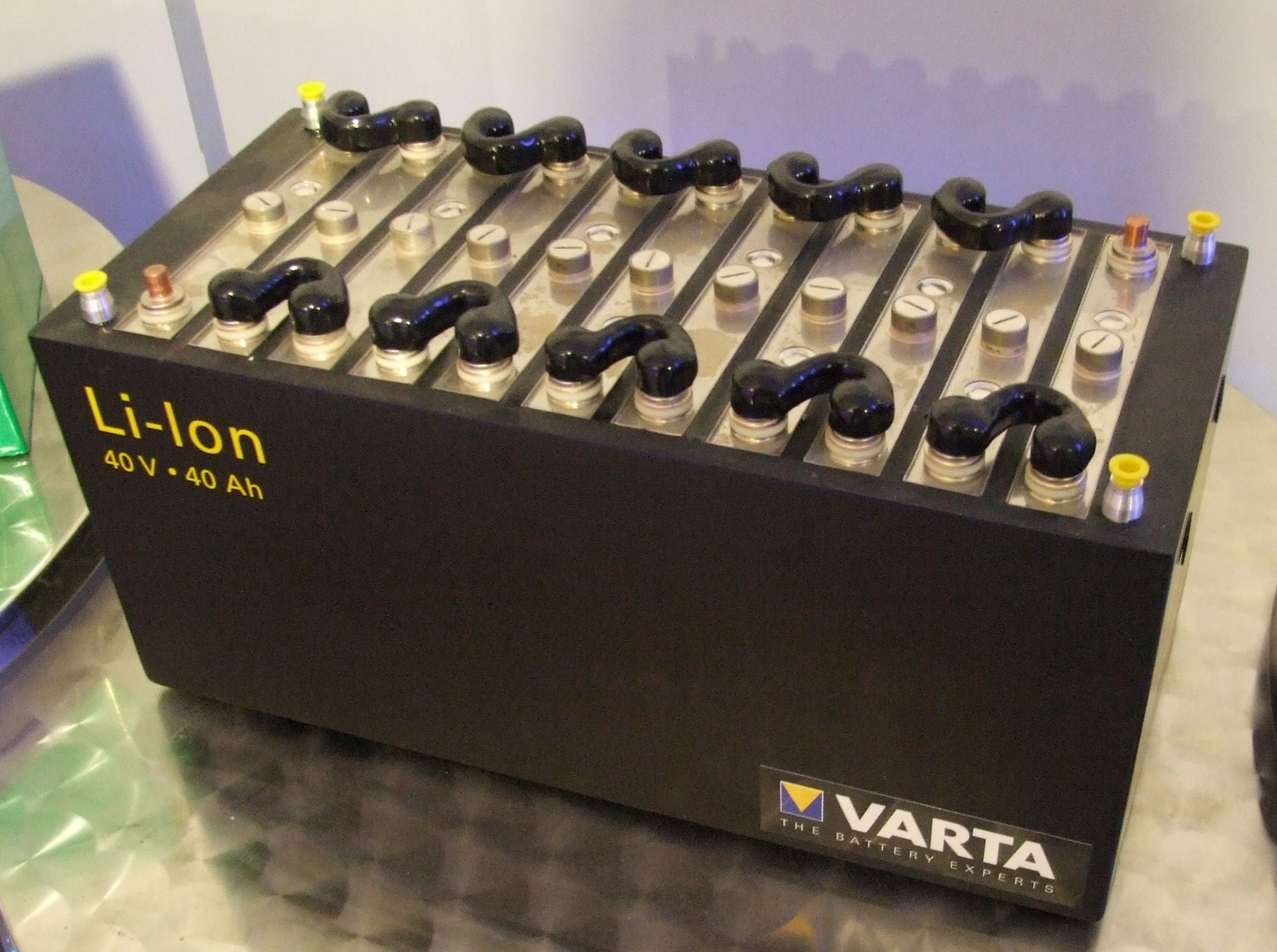
Lithium-Ionen-Akkumulator
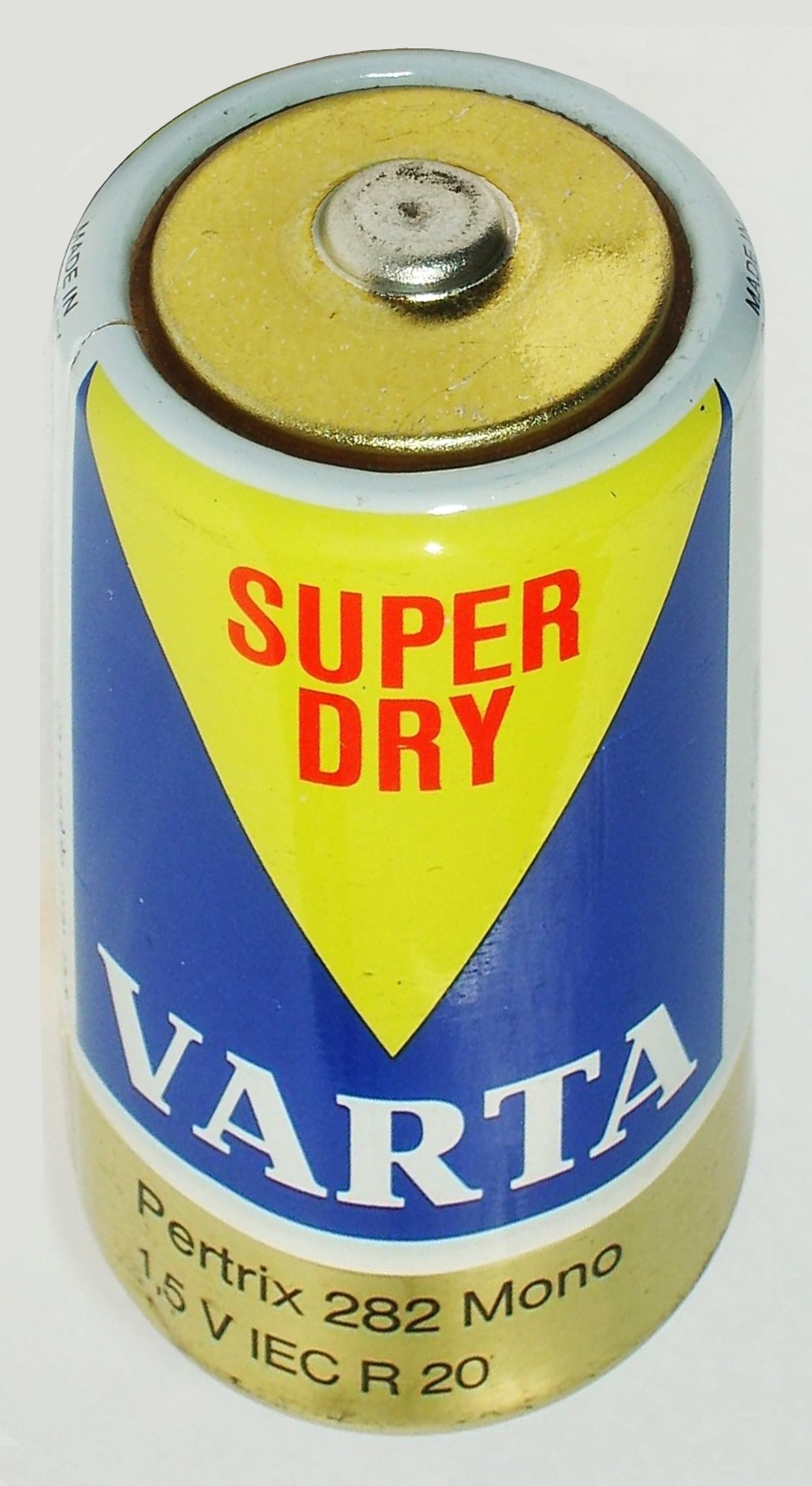
Zink-Kohle-Batterie: Monozelle im Design der 1970er Jahre
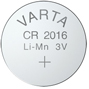
Varta Li-Mn-Knopfbatterie
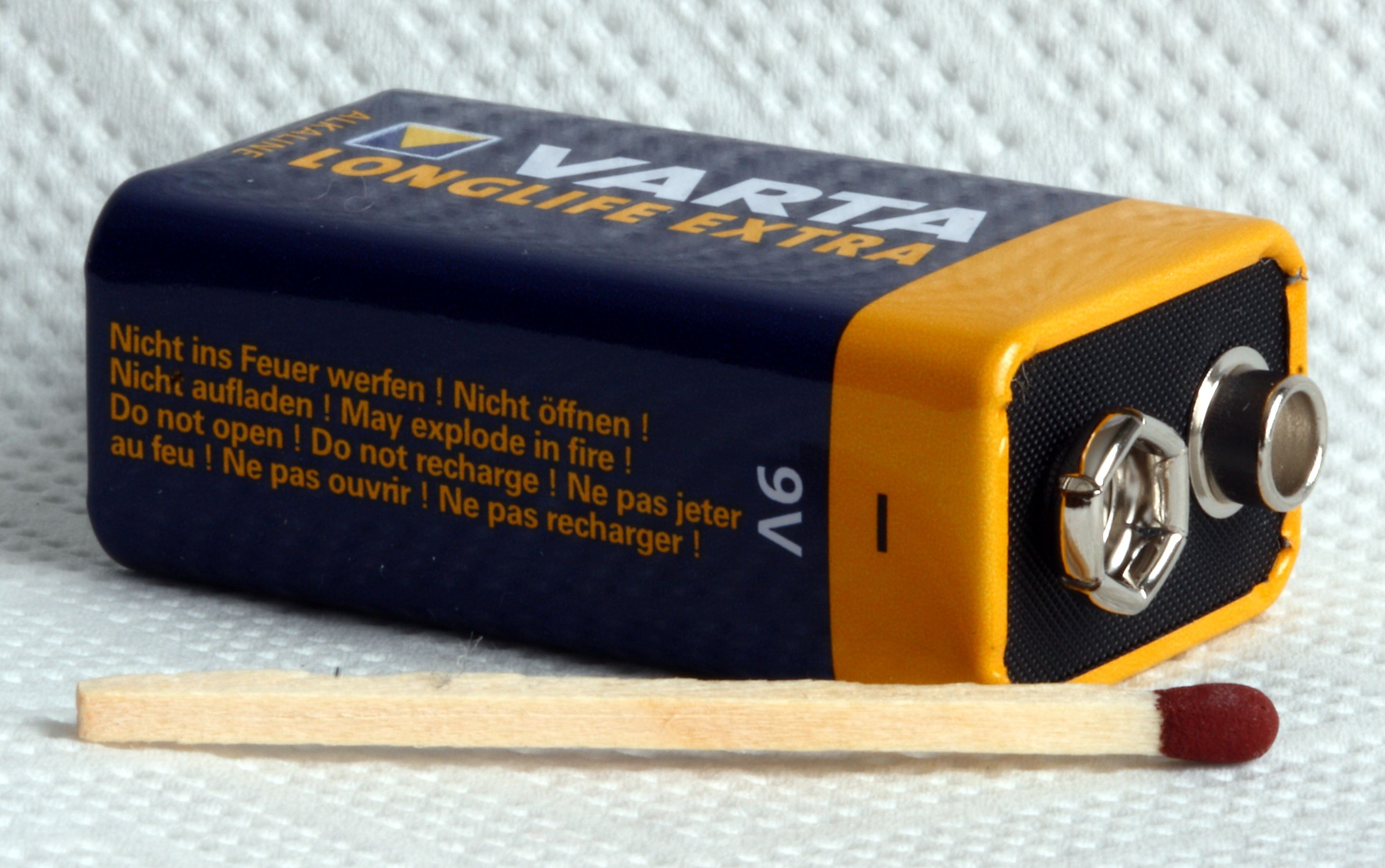
Varta 9-Volt-Batterie
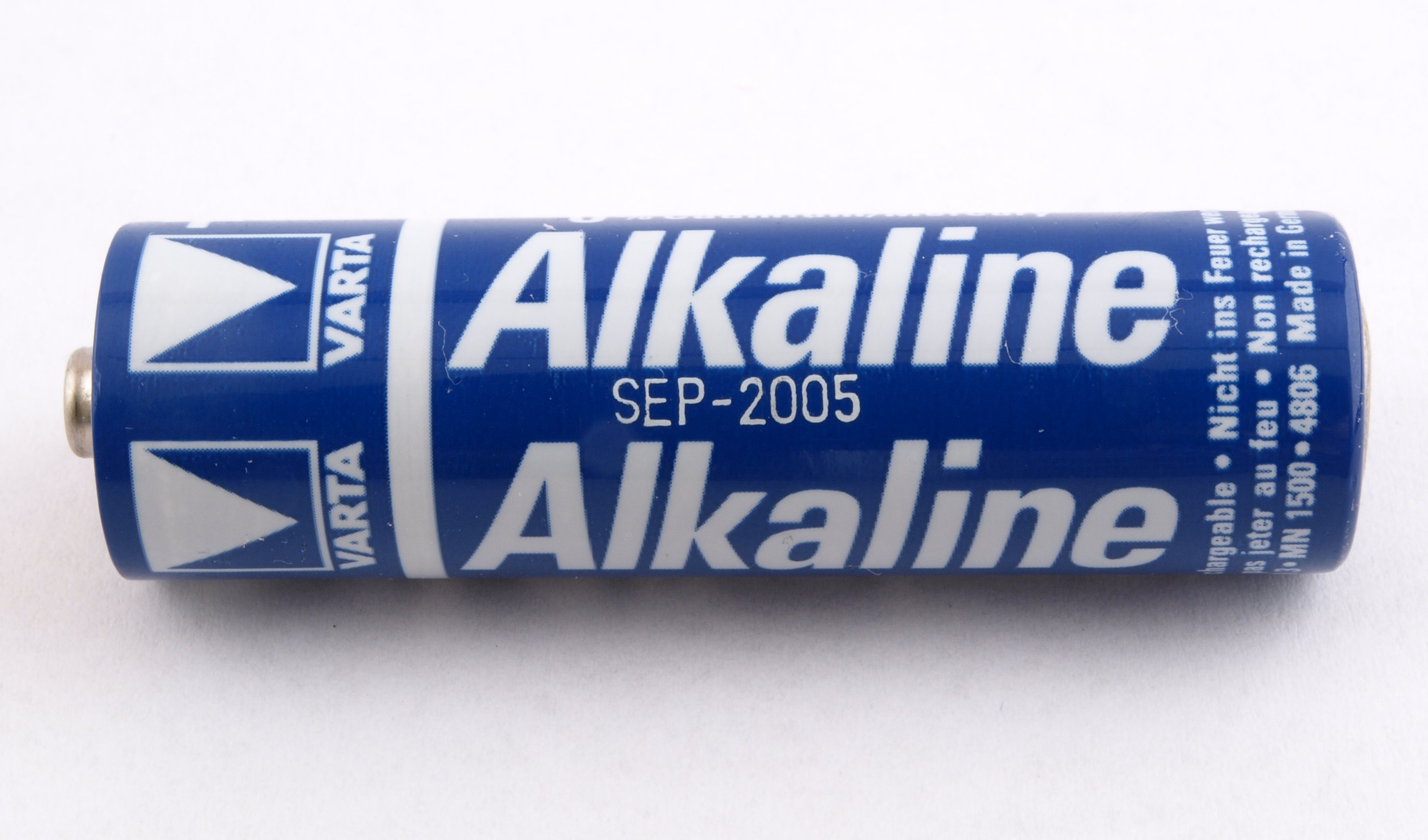
Mignon-Batterie von Varta
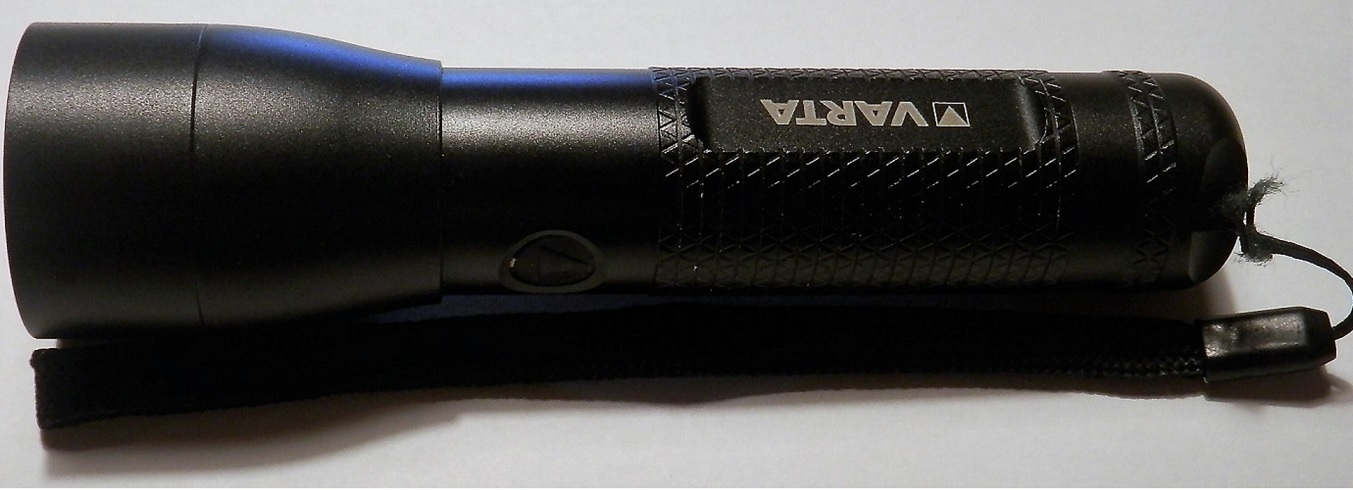
LED-Taschenlampe
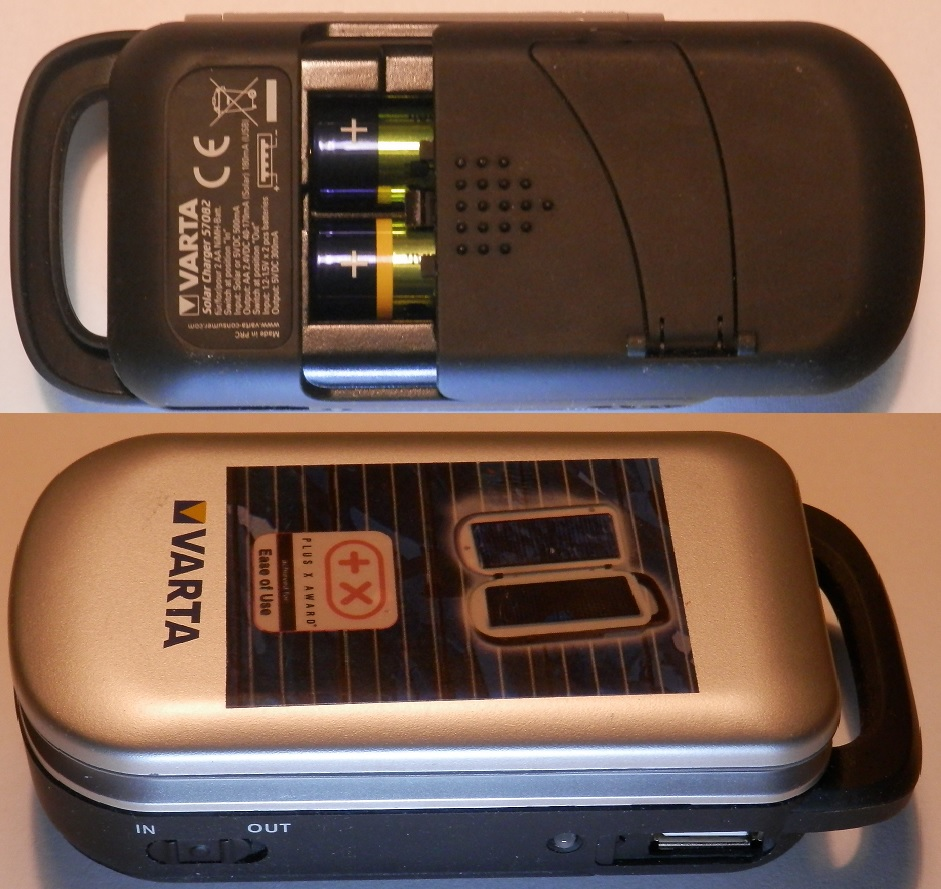
Varta Solar Charger Model 57082 mit zwei 2100-mAh-Ni-MH-Akkus

Die Varta Storage GmbH produziert Energiespeichersysteme für den privaten Haushalt und die Industrie und zählte 2017 zu den drei größten Anbietern von Stromspeichern für Photovoltaikanlagen im Eigenheimbereich am europäischen Markt.
Durch eine neue Silizium-dominierte Anode realisiert Varta eine Steigerung der Energiedichte bei Lithium-Ionen-Batterien und bekam dafür 2020 den deutschen Innovationspreis.
Im Rahmen des IPCEI-Bereichs Batteriezellen arbeitet VARTA an großformatigen Lithium-Ionen Zellen. Dafür wurde eine Pilotlinie aufgebaut, welche Ende Juni 2021 in Betrieb ging.

### Batterien für die Raumfahrt
Varta hat dreimal Batterien für Weltraummissionen bereitgestellt: Zuerst bei der Mondmission von Neil Armstrong 1969, bei der Raumsonde Galileo und bei der 2018 gestarteten Mission zur Internationalen Weltraumstation wurden Li-Ionen-Polymerbatterien für ein medizinisches Projekt zur ISS geschickt.